# Алексеј Осадчук
Алексеј Осадчук (рус. Алексей Осадчук; 1979) је украјински књижевник фантастике, познат по својим романима који припадају ЛитРПГ жанру фантастике, типу прогресивне фантастике која комбинује књижевност и видео игрице, осносно јунаци оваквих романа напредују у серијалима по нивоима као у видео игрици. Већина његових романа преведена је на енглески језик. Као дечак се са родитељима преселио на југ Шпаније где данас живи и ради.

## Дела
Серијал Свет огледало
- Пројекат "Свакодневно млевење" (Проект «Работяга»)
- Цитадела (Цитадель)
- Пут изгнаника (Путь изгоя)
- Обелиск сумрака (Сумеречный Обелиск)
- Оснивач (Основатель)

Серијал Последњи живот
- Копиле (Бастард)[2]
- Граничар (Фронтир)
- Крвне везе (Узы крови)
- Пламен севера
- Гране моћи
- Ратни поход

Серијал Летописи Дорна
- Белый воин
- Доля победителей

Серијал Андердог
- Тамнице Кривих планина (Подземелья кривых гор)
- Пустаре (Пустоши)
- Тамни континент (Темный континент)
- Други свет (Иномирье)
- Лавиринт страха
- Одлучујућа борба (Противостояние)
- Арбитер (Вершитель)[3]
- Ренегат

## Серијал Последњи живот
Серијал Последњи живот говори о младићу Џеку, обученом преваранту и лопову коме је на самрти натприродно биће пружило прилику за још један последњи живот. Он се буди у телу двадесетогодишњег размаженог племића Макса Ренара у новом свету у ком постоји магија. Макс је копиле познатог лорда издајника, и унук једног од најбогатијих трговаца у царству, и Џек који преузима тело овог момка схвата да у новом свету може не само да напредује него буде и веома моћан, јер део континента је прекривен чудном Сенком пуном чудовишта и магијских бића и тамо се може наћи благо, али и моћ из којих се црпи енергија за резервоаре које надарени људи имају у свом телу у овом свету.